# Renegades (canção)
"Renegades" é uma canção gravada pela banda japonesa One Ok Rock, lançada em 16 de abril de 2021, através da Fueled by Ramen e servindo como o primeiro single de seu décimo álbum de estúdio, Luxury Disease (2022). Além deste, é canção-tema do filme japonês Rurouni Kenshin: Saishūshō – Za Fainaru (2021). Foi composta pelo vocalista Takahiro Moriuchi com Ed Sheeran, Janee Bennett, Masato Hayakawa e David Pramik, este último também responsável por sua produção juntamente a Rob Cavallo. É uma faixa de rock alternativo, que possui letras sobre se recusar a permitir que suas batalhas e paixões sejam ignoradas.
O tema obteve êxito comercial, atingindo a posição de número cinco na tabela musical japonesa Oricon Singles Chart (combinada), além de atingir o topo da Oricon Digital Singles, tornando-se a primeira canção do One Ok Rock a realizar tal feito. Pela Billboard Japan, "Renegades" posicionou-se em número quatro através da Japan Hot 100. Ademais, a canção realizou a primeira entrada da banda na tabela de abrangência mundial,  Billboard Global 200, ao posicionar-se em número 47.

## Antecedentes e desenvolvimento
Em 13 de fevereiro de 2019, o One Ok Rock lançou o seu nono álbum de estúdio, Eye of the Storm, e iniciou a realização de sua respectiva turnê, a Eye of the Storm World Tour. Durante os meses de abril e início de maio de 2019, a banda foi o ato de abertura da segunda etapa asiática da turnê Divide Tour do cantor inglês Ed Sheeran, a seguir, o One Ok Rock retomou a sua turnê mundial com apresentações pelo restante do ano de 2019. Posteriormente, no início de 2020, iniciou-se a elaboração de "Renegades", quando os membros do One Ok Rock, Moriuchi e Toru Yamashita, juntamente com Masato Hayakawa da banda Coldrain, viajaram para uma zona rural na Inglaterra a convite de Sheeran, que possui um estúdio no local e soube que a banda estava preparando um álbum. Com a disseminação da pandemia de COVID-19, em março de 2020, o One Ok Rock teve os concertos restantes de sua turnê adiados, e mais tarde, a mesma acabou sendo cancelada. O período também adiou os planos de lançamento de "Renegades" devido a restrições promocionais e de turnê.
Em retomada as suas atividades, em 11 de outubro de 2020, o One Ok Rock realizou sua primeira transmissão de um concerto ao vivo, realizado do Japão para o público de todo o mundo, intitulada Field of Wonder at Stadium Live Streaming. Mais tarde, em 10 de março de 2021, foi anunciado o lançamento do single "Renegades" como parte da trilha sonora do filme Rurouni Kenshin: Saishūshō – Za Fainaru.

## Composição
"Renegades" possui composição de Takahiro Moriuchi, Ed Sheeran, Janee Bennett, Masato Hayakawa e David Pramik, este último, também é co-responsável por sua produção juntamente a Rob Cavallo. Com duração de quatro minutos e quatro segundos (4:04), "Renegades" é uma canção pertencente ao gênero rock alternativo, escrita na tonalidade de fá menor e possuindo 154 batidas por minuto. Moriuchi explicou que "Renegades" possui a sonoridade rock, por ser o que considera como sendo o gênero ideal para transmitir adequadamente a mensagem da canção, que exprime raiva.
As letras da faixa expressam uma mensagem urgente que questiona o estado que o mundo tem vivido, no qual os chamados "renegados", recusam-se a permitir que suas batalhas e paixões sejam ignoradas. Ainda liricamente, Moriuchi comentou sobre como "Renegades" se conecta como tema principal do filme Rurouni Kenshin: Saishūshō – Za Fainaru, dizendo que a canção se relaciona mais com o protagonista e sua história final do que com o respectivo enredo, pois: "O tema do filme se concentra muito no que ele trabalha para alcançar além de sua própria força, fraqueza e todas essas emoções, e projetamos nossa música nisso" e acrescentou que: "Embora seja uma história triste, ainda há uma leveza, amor e esperança que brilham de dentro”, considerando que esses aspectos os conectam a banda.

## Faixas e formatos
O lançamento de "Renegades" ocorreu nos formatos de download digital e streaming, em 16 de abril de 2021, contendo as duas versões em estúdio da faixa. A seguir, em 30 de julho de 2021, o One Ok Rock lançou a versão acústica de "Renegades" em download digital e streaming com duração de quatro minutos e seis segundos e em 20 de agosto de 2021, uma versão em piano sob o mesmo formato com duração de quatro minutos e dezessete segundos.
| "Renegades" - Download digital, streaming |                                |         |  |
| N.º                                       | Título                         | Duração |  |
| 1.                                        | "Renegades"                    | 4:04    |  |
| 2.                                        | "Renegades - Japanese Version" | 4:04    |  |

## Vídeo musical
O vídeo musical de "Renegades" foi dirigido por Toshi Atsunori e filmado no Japão. Uma prévia de trinta segundos foi disponibilizada pelo One Ok Rock em seu canal oficial na plataforma de vídeos Youtube em 9 de abril de 2021. Mais tarde, o vídeo musical completo foi lançado juntamente com o single, em 16 de abril, sendo disponibilizado simultaneamente, no canal oficial da Fueled by Ramen e em sua respectiva versão japonesa, no canal oficial do One Ok Rock.
A produção inicia-se mostrando indivíduos em um ambiente desolador, enquanto a banda toca em um ambiente escuro, os indivíduos  eventualmente vão se juntando, formando uma legião de "renegados", alguns seguram cartazes com mensagens como "
Não consigo respirar", "O silêncio é traição" e "Mudança de sistema, não mudança climática", dessa forma, a produção aborda o contexto de um mundo moderno em que vários desafios críticos estão em primeiro plano. Durante as próximas cenas, o One Ok Rock se junta ao grupo e também passam a tocar em uma região montanhosa, onde um sol artificial se forma atrás deles, o que atrai o grupo que caminha em sua direção, antes de olharem para o sol e assistirem a banda executar o refrão final, encerrando a produção.

## Desempenho nas tabelas musicais
O lançamento de "Renegades" estreou nas tabelas japonesas em número catorze pela Oricon Singles Chart (combinada), correspondente a semana de 12 a 18 de abril de 2021, na semana seguinte, atingiu seu pico de número cinco. Pelas suas tabelas componentes, "Renegades" estreou diretamente no topo da tabela diária japonesa da Oricon Digital Singles, ao obter 19,641 download digitais pagos. A seguir, permaneceu liderando a sua respectiva tabela semanal ao adquirir vendas de 31.858 download digitais, na semana referente a 12 a 18 de abril de 2021, tornando-se o primeiro single do One Ok Rock a fazê-lo, após a implementação da tabela em dezembro de 2017. Pela Oricon Streaming Singles, a canção estreou em número quarenta, pela mesma semana. Posteriormente, na semana correspondente a 19 a 25 de abril de 2021, "Renegades" permaneceu em número um pela Oricon Digital Singles ao obter 19,707 download digitais pagos e atingiu seu pico de número oito pela Oricon Streaming Singles, ao adquirir 5,747,338 streams. Pela Billboard Japan, "Renegades" estreou em número oito através da Japan Hot 100, na semana correspondente a 21 de abril de 2013. Na semana seguinte, ascendeu a seu pico de número quatro. Além disso, estreou no topo da Download Charts, onde permaneceu por duas semanas consecutivas. Pela Streaming Chart estreou na posição 43 na semana de 21 de abril de 2021 e atingiu seu pico de número sete na semana seguinte. Mais tarde, "Renegades" figurou em número 85 na tabela anual de 2021 da Japan Hot 100 e em número 33 pela Download Songs.
"Renegades" estreou em seu pico de número 25 pela tabela estadunidense Billboard Alternative Digital Song Sales, na semana correspondente a 1 de maio de 2021. Globalmente, posicionou-se em número 47 na Billboard Global 200 e em número dezoito pela Billboard Global Excl. US, ambas posições referentes a semana de 1 de maio de 2021, tornando "Renegades" a primeira entrada do One Ok Rock em ambas as tabelas, estabelecidas em setembro de 2020.
| País – Tabela musical (2021)                        | Melhor posição |
| --------------------------------------------------- | -------------- |
| Estados Unidos (Billboard Alternative Digital Song) | 25             |
| Japão (Billboard Japan Hot 100)                     | 4              |
| Japão (Oricon Singles Chart) (combinada)            | 5              |
| Mundo (Billboard Global 200)                        | 47             |
| Mundo (Billboard Global Excl. US)                   | 18             |

| País – Tabela musical (2021)    | Melhor posição |
| ------------------------------- | -------------- |
| Japão (Billboard Japan Hot 100) | 85             |

### Certificações
| Região | Certificação | Vendas      |
| Download | Download     | Download    |
| --- | ------------ | ----------- |
| Japão (RIAJ) | Ouro         | 100 000*    |
| Streaming |              |             |
| Japão (RIAJ) | Prata        | 30 000 000‡ |
| *números de vendas baseados somente na certificação ^distribuições baseadas apenas na certificação ‡vendas+valores de streaming baseados somente na certificação |              |             |

## Créditos e pessoal
A elaboração de "Renegades" atribui os seguintes créditos adaptados do encarte de  Luxury Disease.
One Ok Rock
- Takahiro "Taka" Moriuchi — vocal principal, letras
- Toru Yamashita — guitarra
- Ryota Kohama — baixo
- Tomoya Kanki — bateria

Produção
- Ed Sheeran – letras
- Janée "Jin Jin" Bennett – letras, vocais de apoio
- Masato Hayakawa – letras
- David Pramik – letras, produção
- Rob Cavallo – produção
- Doug McKean – engenharia
- Ted Jensen – masterização
- Mark "Spike" Stent – mixagem
- Matt Wolach – assistência de mixagem
- Pete Nappi – programação adicional
- Andrew Wells – programação adicional
- Jamie Muhoberac – teclado
- David Campbell – arranjo de orquestra
- Sasha Sirota – edição vocal, produção vocal

## Histórico de lançamento
| País/Região | Data                 | Formato                    | Gravadora       | Versão   | Ref.          |
| ----------- | -------------------- | -------------------------- | --------------- | -------- | ------------- |
| Vários      | 16 de abril de 2021  | Download digital streaming | Fueled by Ramen | Estúdio  | [ 43 ]        |
| Japão       | 16 de abril de 2021  | Download digital streaming | Fueled by Ramen | Estúdio  | [ 44 ] [ 45 ] |
| Vários      | 30 de julho de 2021  | Download digital streaming | Fueled by Ramen | Acústica | [ 18 ]        |
| Japão       | 30 de julho de 2021  | Download digital streaming | Fueled by Ramen | Acústica | [ 46 ] [ 47 ] |
| Vários      | 20 de agosto de 2021 | Download digital streaming | Fueled by Ramen | Piano    | [ 20 ]        |
| Japão       | 20 de agosto de 2021 | Download digital streaming | Fueled by Ramen | Piano    | [ 48 ] [ 49 ] |